# Blažejovický potok
Blažejovický potok je levostranný přítok řeky Želivky v okrese Benešov ve Středočeském kraji a v okrese Pelhřimov v Kraji Vysočina. Délka jeho toku činí 13,7 km. Plocha povodí měří 33,5 km².

## Průběh toku
Blažejovický potok pramení zhruba 1,5 km západně od obce Studený v nadmořské výšce okolo 520 m. Teče převážně východním až severovýchodním směrem. Protéká výše zmíněnou obcí a Dunicemi, pod kterými jeho údolí přetíná dálnice D1, nedaleko Hořic. Dále po proudu posilují jeho tok z levé strany Děkanovický a Vítonický potok. Zhruba 4 kilometry severovýchodně odtud, u obce Snět, ústí do vodní nádrže Švihov. 

### Větší přítoky
- Děkanovický potok (hčp 1-09-02-091) – levostranný přítok přitékající od Děkanovic s plochou povodí 7,3 km².[2]
- Vítonický potok – levostranný přítok přitékající od Vítonic.

## Vodní režim
Průměrný průtok u ústí činí 0,18 m³/s.
Hlásný profil:
| místo       | říční km | plocha povodí | průměrný průtok (Qa) | stoletá voda (Q100) |
| ----------- | -------- | ------------- | -------------------- | ------------------- |
| Blažejovice | 4,95     | 26,88 km²     | 0,15 m³/s            | 18,9 m³/s           |

M-denní průtoky u ústí:
| M [dní]  | Q30  | Q60  | Q90  | Q120 | Q150 | Q180 | Q210 | Q240 | Q270 | Q300 | Q330 | Q355 | Q364 |
| -------- | ---- | ---- | ---- | ---- | ---- | ---- | ---- | ---- | ---- | ---- | ---- | ---- | ---- |
| Q [m³/s] | 0,42 | 0,29 | 0,22 | 0,18 | 0,15 | 0,12 | 0,10 | 0,08 | 0,07 | 0,06 | 0,04 | 0,03 | 0,02 |

## Zajímavosti
Před vybudováním Švihovské nádrže ústil Blažejovický potok do Želivky v místech u dnes již zatopeného městečka Zahrádka. Na ostrohu nad tímto ústím stával již ve středověku zaniklý hrad Klosterberg.